# Момоду Сісей
Момоду Сісей (англ. Momodou Ceesay, нар. 24 грудня 1988, Банжул) — гамбійський футболіст, нападник казахстанського «Кайрата» та національної збірної Гамбії.

## Клубна кар'єра
У дорослому футболі дебютував 2006 року виступами за команду клубу «Воллідан».
2007 року перебрався до Європи, уклавши контракт з швейцарським «Грассгоппером», у складі якого втім в іграх чемпіонату так й не зіграв. Натомість 2008 року перейшов до бельгійського «Вестерло», за який протягом наступних двох сезонів провів 28 матчів першості.
Своєю грою за останню команду привернув увагу представників тренерського штабу словацької «Жиліни», до складу якої приєднався 2010 року. Відіграв за команду з Жиліни наступні три сезони своєї ігрової кар'єри.
До складу казахстанського «Кайрата» перейшов 2013 року.

## Виступи за збірні
2005 року дебютував у складі юнацької збірної Гамбії, взяв участь у 3 іграх на юнацькому рівні, відзначившись 2 забитими голами.
2010 року дебютував в офіційних матчах у складі національної збірної Гамбії. Наразі провів у формі головної команди країни 12 матчів, забивши 5 голів.

## Титули і досягнення
- Чемпіон Африки (U-17): 2005
- Чемпіон Словаччини (1):

«Жиліна»: 2011-12
- Володар Кубка Словаччини (1):

«Жиліна»: 2011-12
- Володар Кубка Казахстану (1):

«Кайрат»: 2014